# Rayman Origins
Rayman Origins est un jeu vidéo de plates-formes développé par Ubisoft Montpellier. Le jeu est initialement sorti sur consoles PS3, Xbox 360 et Wii le 24 novembre 2011 en Europe. Le jeu est également sorti sur consoles portables Nintendo 3DS et PlayStation Vita ainsi que sur Windows en 2012.
Rayman Origins marque le retour de la série Rayman depuis l'apparition des lapins crétins dans Rayman contre les lapins crétins en 2006.
Une suite intitulée Rayman Legends voit le jour en 2013.

## Scénario
Il y a fort longtemps, la Croisée des Rêves a été peuplée par le puissant Polokus, dont tous les rêves deviennent réalités. Mais le calme de ce monde est aujourd'hui brisé : les créatures malfaisantes issues des cauchemars de Polokus, jusqu'alors enfermées dans la lugubre Lande aux Esprits Frappés, s'échappent de leur prison souterraine pour semer à nouveau le chaos dans la Croisée des Rêves. 
Pour sauver son univers, Rayman doit partir à l'aventure accompagné de Globox et de deux Ptizètres. Ils commencent par parcourir les cinq premiers mondes pour libérer les cinq fées. Sur le chemin, ils libèrent les Électoons prisonniers et échangent des Lums au Magicien pour obtenir plus d'Électoons.
Une fois les cinq mondes parcourus et les cinq fées libérées, celles-ci ouvrent des passages vers les quatre mondes suivants pour que les héros aillent aider les quatre rois. Ceux-ci, sous l'influence du mal, se sont transformés en monstres. Les héros battent les monstres, pour permettre aux rois de retrouver leur apparence normale.
Les fées ouvrent alors un passage vers le Cumulo Grincheux, une immense usine dans les nuages. Les héros le parcourent et découvrent que le chef des méchants est en réalité le Magicien. Celui-ci tente de les tuer en leur envoyant des copies robotiques de boss battus précédemment. Comme cela échoue, il tente de s'enfuir d'abord à pied, puis à bord d'un bateau volant. Mais lors de la fuite, le bateau entre en collision avec le cœur de l'usine. Celui-ci est détruit et l'usine explose intégralement. Les héros retombent alors sur terre.
Ils peuvent en plus poursuivre des Coffrapattes dans des niveaux spéciaux, afin d'obtenir des Dents de la mort. Une fois toutes les dents obtenues, les héros peuvent entrer dans la Lande aux Esprits Frappés. Après un parcours assez difficile, les héros arrivent au fond de la Lande et affrontent Big Mama, un monstre gigantesque. Une fois vaincue, celle-ci reprend son apparence normale : la dernière fée.

## Système de jeu
Le jeu se joue comme Mario Bros avec des actions supplémentaires.
Comme frapper, planer, rétrécir, nager sous l'eau (car au début le joueur peut nager mais pas sous l'eau) et courir sur les murs. Ces pouvoirs vont se débloquer au début de chaque monde pour aider à progresser.
Il y a aussi des dents en rubis à récupérer pour accéder à une partie secrète.

## Développement
L'existence du jeu a été dévoilée par Yves Guillemot, lors de l'E3 2010 à la conférence d'Ubisoft, une bande-annonce a été montrée afin de présenter le titre ainsi que l'outil de développement du jeu, le UbiArt Framework. Il a également annoncé que le jeu est réalisé par Michel Ancel avec une équipe de seulement cinq personnes.
Quelques jours plus tard lors du Montpellier In Game, durant une conférence concernant le Cross-Media, Michel Ancel et Christophe Heral vont présenter le jeu ainsi que son outil de développement. Michel Ancel y explique sa volonté de travailler avec une petite équipe de développement afin de créer un jeu dans le même esprit que le premier opus, ainsi comme lors du développement du premier Rayman, une seule personne a travaillé sur les personnages du jeu, et une seule autre personne a travaillé sur les décors. Il indique que la musique de la bande-annonce a été composée par Christophe Heral et enregistrée avec un orchestre en seulement quelques jours, chose qu'ils n'auraient pas pu faire aussi rapidement avec une production plus importante.
D'abord prévu pour être diffusé en épisodes téléchargeables, Rayman Origins sortira finalement en version matérialisée en magasin. Annoncé pour Noël 2010, avant d'être finalement reportée pour l'année 2011, le jeu sort finalement le 15 novembre 2011 aux États-Unis puis le 24 novembre 2011 en Europe. Le 6 juin 2011, lors de la conférence d'Ubisoft à l'E3 2011, le gameplay d'un niveau de Rayman Origins a été présenté par Michel Ancel.
Le site officiel de Rayman Origins a été lancé le 8 juin 2011. Une nouvelle bande-annonce est exposée ainsi que des informations sur l'histoire des personnages principaux. Ubisoft confirme la commercialisation du jeu en novembre 2011.
Pour la PlayStation Vita, la version est disponible depuis le 22 février 2012. La version PC est disponible depuis le 29 mars 2012. Enfin, la version 3DS est sortie le 8 juin 2012.

## Voix originales
- David Gasman : Rayman
- Douglas Rand : Globox, le magicien, Bulle de Reve, le magicien, Glombrox, Teensie
- Lisa Jacobs : Fée
- Christina Batman : Fée
- Gabrielle Shrager : Betilla, Electoon

## Accueil

### Critique
Le site Jeuxvideo.com l'a décrit comme étant « un chef-d'œuvre ».

### Ventes
Sorti le 15 novembre 2011 aux États-Unis et le 24 novembre en Europe, le jeu peine à décoller dans les ventes malgré ses excellentes critiques. En effet, novembre 2011 fut un mois particulièrement riche en sorties, et Rayman Origins fit face à une rude concurrence : de nombreux titres très attendus, de licences majeures du jeu vidéo, voient le jour, parmi lesquels Skyrim, The Legend of Zelda: Skyward Sword, Batman: Arkham City, Modern Warfare 3, Uncharted 3, Super Mario 3D Land, Sonic Generations, Kirby's Adventure Wii, etc.
Finalement, à la dixième semaine d'exploitation, le jeu finira par obtenir un bon bilan de ventes avec un total de 1 019 666 d'exemplaires vendus (selon VG Chartz) sur tous supports confondus. Les ventes de Rayman Origins continueront par la suite de grimper. Le jeu finira par dépasser les 2 millions d'unités vendus.